# 久野純固

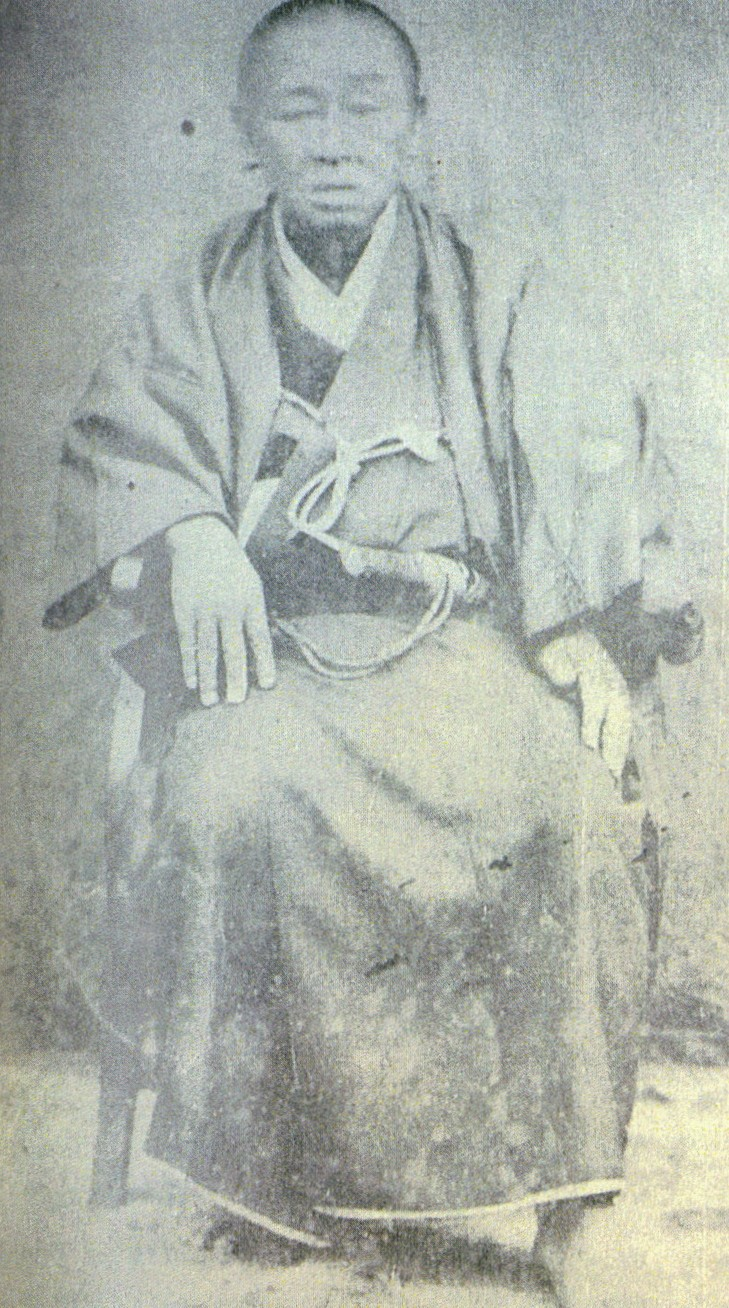
久野純固

久野 純固（くの すみかた、文化12年12月8日（1816年1月6日） - 明治6年（1873年）7月25日）は、紀州藩田丸城代家老久野家8代当主。
父は久野昌純。正室は松平宗発の娘。幼名は健之丞。通称は織部。江戸期の官位は従五位下・丹波守だったが、明治元年に失効し、その後は玉城と称した。

## 経歴
文化12年（1815年）、田丸城代久野昌純の子として生まれる。文政6年（1823年）、父の死去により家督相続する。文政9年（1826年）、元服する。天保6年（1835年）、従五位下・丹波守に叙任する。安政元年（1854年）、紀州沖の異国船来航を受けて、海防のために翌年田丸領度会郡五ヶ所浦、礫浦に砲台を建設する。万延元年（1860年）、家老水野忠央失脚に連座して、一時藩政から遠のく。文久3年（1863年）、加判列に加えられ藩執政となる。慶応3年（1867年）、藩政改革において対立する田中善蔵が殺害され、明治4年（1871年）に行われた実行犯の取調べで関与が疑われたが、証拠不十分で処罰されることはなかった。
慶応4年（1868年）8月には紀州藩から独立して朝臣に列したい旨の請願書を提出している。久野家はいわゆる付家老ではなく単なる万石以上陪臣家であり、付家老のような維新立藩の待遇は受けられなかったので、それを請願したものと思われるが、不許可になっている。なお久野家は経済的に困窮していたらしく、明治後期に（財産がある）旧万石以上陪臣家が華族の男爵に叙されるようになった際にも選に漏れた家の一つである。
明治元年（1868年）10月に朝廷への自藩家老の官位返上を奏請したことにより、以降は玉城と称した。同年、隠居。明治6年（1873年）7月25日に死去した。
家臣の森維明（森逸平）を江川英龍、佐久間象山に入門させて西洋式砲術を学ばせ、領内に砲術練習場を設立した。また、俳句、和歌、漢詩に巧みな文人でもあり、漢詩集「深翠園」、「憐霞楼集」などを著した。